# Theodor Wohnhaas
Theodor Wohnhaas (* 4. Juli 1922 in Kirchheimbolanden; † 18. März 2009 in Nürnberg) war ein deutscher Musikwissenschaftler und Orgelforscher.

## Leben
Familie Wohnhaas zog um 1930 nach Speyer, Theodor besuchte dort das humanistische Gymnasium. In Folge des Umzugs nach Augsburg wechselte er auf das Gymnasium bei Sankt Stephan. Am 1. Oktober 1941 wurde er zur Wehrmacht einberufen. Die Hochschulreife erwarb er danach. Während des Kriegsdienstes studierte Wohnhaas Medizin in Breslau, nach der Gefangenschaft Medizin und Musikwissenschaft an der Universität Erlangen von 1945 bis 1949. Danach arbeitete er bis 1955 in einem Fachverlag für Medizin. Das wieder aufgenommene Studium in Musikwissenschaft führte 1959 zur Promotion. Danach arbeitete Wohnhaas am Musikwissenschaftlichen Institut der Universität Erlangen. Hier erfolgte 1965 eine Ernennung zum Konservator und 1972 zum Akademischen Direktor. Im Jahr 1975 wurde Wohnhaas Mitglied der Schwäbischen Forschungsgemeinschaft. Er wurde auf dem Nürnberger Westfriedhof bestattet.

## Werk
Wohnhaas publizierte nach seiner Dissertation über die Interpretation der Coriolan-Ouvertüre von Beethoven zunächst im Bereich des Musikinstrumentenbaus und über die süddeutsche Musik- und Orgelbaugeschichte in den Klöstern. In der Musik in Geschichte und Gegenwart (1. Auflage) erschienen 25 Artikel aus seiner Hand. Ab 1960 konzentrierte er sich auf den fränkischen und schwäbischen Orgelbau und veröffentlichte elf Bücher und 216 Aufsätze, zum großen Teil in Zusammenarbeit mit dem Orgelforscher Hermann Fischer. Seine Schriften trugen wesentlich dazu bei, die süddeutsche Orgellandschaft bekannter zu machen.
Wohnhaas verfasste zahlreiche Artikel im Biographisch-Bibliographischen Kirchenlexikon (BBKL).

## Schriften (Auswahl)
- mit Hermann Fischer: Die Orgelbauerfamilien König in Ingolstadt, Münstereifel und Köln. In: Roland Behrens und Christoph Grohmann (Hrsg.): Dulce melos Organorum, Festschrift Alfred Reichling zum 70. Geburtstag. Gesellschaft der Orgelfreunde, Mettlach 2005, S. 111–168.
- mit Hermann Fischer: Orgeldenkmale in Mittelfranken. Ulrike Schneider Rensch Orgelbaufachverlag, Lauffen am Neckar 2001, ISBN 3-921848-08-3.
- mit Hermann Fischer: Lexikon süddeutscher Orgelbauer. Florian Noetzel Verlag, Wilhelmshaven 1994, ISBN 3-7959-0598-2.
- mit Hermann Fischer: Die Orgeln von St. Martin in Memmingen. In memoriam Walter Braun (1905–1977). In: Memminger Geschichtsblätter 1987/1988. Memminger Zeitung Verlagsdruckerei GmbH, 1990, ISSN 0539-2896, S. 7–25.
- mit Hermann Fischer: Historische Orgeln in Oberfranken. Schnell & Steiner, München 1985, ISBN 3-7954-0385-5.
- mit Hermann Fischer: Die Steinmeyer-Orgel des Passauer Domes. In: Ars Organi. Band 33, 1985, S. 13–22.
- mit Hermann Fischer: Historische Orgeln in Schwaben. Schnell & Steiner, München 1985, ISBN 3-7954-0431-2.
- mit Hermann Fischer: Die Passauer Domorgel. Bemerkungen zur Baugeschichte der Steinmeyer-Orgel (1924–1977). In: Musik in Bayern. Halbjahresschrift der Gesellschaft für Bayerische Musikgeschichte e. V. Nr. 28, 1984, S. 65–94.
- mit Hermann Fischer: Der Orgelmacher Anton Bayr und sein Werk. In: Hermann Dechant (Hrsg.): Gedenkschrift Hermann Beck. Laaber 1982, S. 111–125.
- mit Hermann Fischer: Historische Orgeln in Unterfranken. Schnell & Steiner, München 1981, ISBN 3-7954-0424-X.
- mit Hermann Fischer: Matthias Tretzscher. In: Ferdinand Seibt (Hrsg.): Lebensbilder zur Geschichte der böhmischen Länder. Band 4. Oldenbourg, München 1981, ISBN 3-486-50591-2, S. 71–90.
- mit Hermann Fischer: Die Orgelbauerfamilie Funtsch in Amberg. In: Oberpfälzer Heimat. Nr. 22, 1978, S. 117–124.
- mit Hermann Fischer: 125 Jahre Orgelbau Steinmeyer 1847–1972. Selbstverlag der Firma Steinmeyer, Oettingen (Bayern) 1972.
- Studien zur musikalischen Interpretationsfrage: Anhand v. Schallplattenaufnahmen d. Coriolan-Ouvertüre Beethovens. Universität Erlangen, 1958.
- Artikel Endter, Paul Kauffmann, Montanus, Neuber, Hans Ott, Ottobeuren, Petrejus, Ratdolt, Rebenlein, Reyser, Carl Gottlieb Röder, Schönig[h], Schramm, Sensenschmid[t], Nikolaus Stein, Johann Stern, Stuchs, Ulhart, Wachter, Wagenmann, Weingarten, Welack, Weyssenburger, Wirsung, Grimm, Wust. In: Die Musik in Geschichte und Gegenwart. Bärenreiter, Kassel 1958–1979, ISBN 3-89853-160-0.